# KkStB 13 sorozatú szerkocsi
A kkStB 13 sorozatú szerkocsi egy háromtengelyes szerkocsi sorozat volt az osztrák Császári és Királyi Osztrák Államvasutaknál (k.k. österreichischen Staatsbahn, kkStB), amelyek eredetileg a Kaiser Franz-Josephs-Bahn-tól (KFJB) származtak.
A KFJB ezeket a szerkocsikat 1868-ban a Ringhoffer Prága-Smichov-i üzemétől, a Sigl bécsi gyárától, a Floridsdorfi Mozdonygyártól és a Bécsújhelyi Mozdonygyártól szerezte be mozdonyaihoz. A KFJB a szerkocsikat a TF szerkocsisorozatába sorolta be.
A vasúttársaság államosítása után a kkStB a 13 szerkocsi sorozatba sorolta őket

## Fordítás
- Ez a szócikk részben vagy egészben  a   kkStB Tenderreihe 13 című német Wikipédia-szócikk fordításán alapul.  Az eredeti cikk szerkesztőit annak laptörténete sorolja fel. Ez a jelzés csupán a megfogalmazás eredetét és a szerzői jogokat jelzi, nem szolgál a cikkben szereplő információk forrásmegjelöléseként.